# Дом-музей И. А. Бунина (Ефремов)
Дом-музе́й И. А. Бу́нина (МБУК «Ефремовский Дом-музей И. А. Бунина») — единственный в своём роде сохранившийся мемориальный Дом-музей, расположенный в городе Ефремове Тульской области на ул. Тургенева, где собиралась вся семья великого русского писателя, лауреата Нобелевской премии в области литературы Ивана Алексеевича Бунина, и куда он сам периодически приезжал в начале XX века.
С 1974 года здание отнесено к объектам культурного наследия России и является памятником истории и культуры федерального значения.

## История
Иван Алексеевич Бунин не раз приезжал в Ефремов. Первое посещение города Буниным состоялось в 1887 году, когда он 17-летним юношей, испытывая огромное желание увидеть Л. Н. Толстого, отправился из родового имения своей матери в Озёрках Елецкого уезда в Ясную Поляну через Ефремов, где задержался на ночь и уснул на скамейке городского сада, а утром решил вернуться домой.
Зимой 1888 года И. Бунин вновь приехал в Ефремов вместе с сестрой Машей, решившей погостить у своих подруг. Год спустя И. Бунин познакомился в Ефремове с дочерью местного фотографа Эмилией, подарил девушке своё фото с надписью на обороте, хранящееся, как и фото его юной избранницы, в местном музее.

В 1900—1901 гг. И. А. Бунин много работал в Ефремове. Весной 1901 года он писал из Ефремова старшему брату Юлию Алексеевичу:
Я как в тумане от работы и сидения… Положение дел таково: мать все время в Ефремове и глядеть на нее тяжело, так много она, бедная, трудится. Прислуги сейчас нет… Тружусь упорно… В Ефремове страшная нищета.
После революционных событий 1905 года, когда в усадьбе среднего брата Евгения, расположенной в деревне Огнёвке Ефремовского уезда Тульской губернии, жить стало небезопасно, брат с семьёй окончательно поселился в более спокойном Ефремове. Здесь, сменив несколько адресов, Евгений в 1906 году наконец купил небольшой кирпичный дом на улице Тургенева, где затем часто собиралась вся семья Буниных. Это здание было построено в 1880 году помещиком А. Н. Шориным, имевшим собственный кирпичный дом практически напротив проданного.
С 1906 по 1910 год И. А. Бунин, периодически приезжая в Ефремов, жил и работал в этом доме. В 1907 году сюда впервые приехала Муромцева Вера Николаевна, с которой писатель в ту пору только начал совместную жизнь, продлившуюся более сорока шести лет.
В Ефремове провела последние годы своей жизни мать писателя Людмила Александровна Бунина, скончавшаяся в 1910 году и погребённая на старом городском кладбище.

В октябре 1917 года писатель последний раз был в Ефремове и, переночевав в доме у брата и сделав некоторые покупки, днём уехал из города. В своём дневнике Иван Бунин записал:
Светлый, прохладный, по свету похожий на летний день, – превосходный. Оглянулся – нежно и грустно защемило сердце, – там, в роще лежит мама, которая так просила не забывать ее могилы и у которой на могиле я никогда не был.
После конфискации в 1921 году дома и всего имущества Буниных, там сперва разместилась редакция газеты, затем детский сад, а позже здание вновь вернули в жилой фонд.
В 1970 году к 100-летию И. Бунина была предпринята попытка открыть в Ефремове Дом Буниных, однако прибывший в город на празднование юбилея племянник классика Н. И. Ласкаржевский, осмотрев здание, сделал немало существенных замечаний, ибо хорошо помнил, кому какая комната принадлежала, как они выглядели, как располагались некоторые вещи, где висели картины. На другой день Дом Буниных закрыли, пообещав произвести доработки и открыть его через месяц. Месяц растянулся на двенадцать лет, в течение которых Николай Иосифович писал в разные инстанции.
В 1974 году здание взято под государственную охрану  как объект культурного наследия федерального значения «Дом, в котором в 1905 году жил писатель Иван Алексеевич Бунин». 
В 1976-1979 гг. в доме были проведены ремонтные работы для последующего размещения музейной экспозиции, ветхая деревянная дворовая пристройка, называемая Буниным «флигельком», была заменена на кирпичную.

## Создание и развитие музея
В 1985 году в доме № 47 на ул. Тургенева был открыт литературный отдел Ефремовского краеведческого музея.
С января 2001 года литературный отдел стал официально Домом-музеем И. А. Бунина с экспозицией, повествующей о связях семьи Бунина и самого Ивана Алексеевича с городом Ефремовым, о ефремовских мотивах в творчестве писателя.
В мае 2013 года дом-музей писателя оказался в эпицентре смерча, обрушившегося на город. В результате стихии пропал забор, были выбиты вовнутрь все двойные стекла, оказалась почти снесённой крыша, всё пространство было завалено кучами мусора.
По заказу Министерства культуры Тульской области, подготовленному в 2016 году, был разработан проект для производства работ по сохранению объекта культурного наследия, которым предусмотрено возвращение необоснованно изменённых перепланировками и ремонтами первоначального архитектурного декора и элементов фасадов, восстановление аттики, утраченной планировки, печей и декора интерьеров.
Осенью 2019 года стало известно о распоряжении властей Ефремовского района присоединить дом-музей И. А. Бунина к местному художественно-краеведческому музею, но благодаря усилиям активистов Общероссийского народного фронта в Тульской области он сохранил статус самостоятельного учреждения культуры.

## Современность
В октябре 2020 года в рамках празднования 150-летия со дня рождения писателя дом-музей Ивана Бунина торжественно открылся после капитальной реставрации. В результате реставрационных работ, длившихся более года, полностью восстановлена мемориальная часть исторического здания, в том числе внутри помещения установлены печи, которые были здесь при Бунине. Еще почти год потребовался на создание экспозиции. 
Благодаря большой научно-исследовательской работе удалось довольно точно воспроизвести внутреннюю обстановку, установить множество мелких деталей интерьера. Во многом этому помог архив племянника Ивана Бунина Николая Ласкаржевского, сына сестры писателя, который родился в Ефремове и даже нарисовал план размещения предметов. Для воссоздания обстановки использовались типичные для конца XIX - начала XX веков предметы быта, мебель из дома двоюродной сестры Бунина, книги, предположительно, с автографами писателя.